# Поход Таманской армии
Поход Таманской армии (август — сентябрь 1918) — переход части войск Красной армии Северного Кавказа (Таманской армии) из района Таманского полуострова вдоль черноморского побережья на Туапсе и далее вдоль линии Армавир-Туапсинской железной дороги на соединение с главными силами.

## Отступление из Тамани
Весной 1918 для борьбы с восставшими казаками Таманского отдела начали формироваться красноармейские части из казаков, иногородних и матросов Черноморского флота. В июле некоторые из этих отрядов (в частности, Северо-Кубанский полк) участвовали в отражении наступления Добровольческой армии на Екатеринодар. Когда войска И. Л. Сорокина нанесли контрудар, и непосредственная угроза городу была устранена, таманские части вернулись на север, где восстание охватило уже почти все станицы.
Тем временем, Сорокин потерпел поражение в боях у Кореновской и увел свои войска за Кубань. Екатеринодар был взят Деникиным, и красные части, действовавшие на Таманском полуострове, оказались отрезаны от основных сил. Е. И. Ковтюх, принявший командование 1-й левой колонной соединённых войск Гривенского участка фронта (ок. 6800 штыков, ок. 500 сабель, 20 пулемётов и два орудия), отступил к станице Славянской, где по просьбе командующего Таманским фронтом Ойцева занял оборону на переправе через Протоку, чтобы дать возможность вывести с Тамани остальные войска.
Вместе с колонной также находилось до 10 тыс. беженцев из числа иногородцев, опасавшихся преследования со стороны казаков.
По словам Ковтюха, казаки соседних станиц 17 августа атаковали Славянскую, а попытки штаба фронта связаться с Сорокиным и получить от него указания были безуспешными. Командир стоявшего в Темрюке Кубано-Черноморского полка И. Я. Сафонов сообщил, что отступать не будет, и с имеющимися у него 2500 штыками и 14 орудиями намеревается «завоевать всю Кубанскую область». К вечеру, со слов Ковтюха, у обеих сторон кончились патроны и бой перешёл в рукопашную, точнее в мордобой и поножовщину, потому что на казачьих винтовках и на карабинах не было штыков.
18 августа Деникин направил против Таманской группы красных две колонны: 1-ю Кубанскую дивизию В. Л. Покровского — правым берегом Кубани, и отряд полковника А. П. Колосовского (1-й конный полк, 1-й Кубанский стрелковый полк, батарея — из состава 1-й дивизии, 2 бронепоезда) — вдоль железной дороги на Новороссийск.
1-я Конная дивизия безуспешно пыталась переправиться через Кубань у станицы Усть-Лабинской, но у самого Екатеринодара Кубанскому стрелковому полку удалось переправиться на южный берег и закрепиться там. 19 августа на южный берег реки, по наведенному понтонному мосту, перешёл 1-й конный офицерский полк, имевший задачу наступать вдоль железной дороги, в то время как кубанские стрелки должны были, расширив свой плацдарм, обеспечивать его действие с юга и востока.
20 августа Покровский после жестокого боя овладел станицей Славянской, однако большевики сожгли понтонный мост, а железнодорожный сильно повредили, и на его исправление требовалось время. Красные, оказывая упорнейшее сопротивление, отступали двумя колоннами — на Троицкую и Варениковскую переправы. Ковтюх, переправившись на левый берег Кубани, занял оборону у станции Троицкой, чтобы дать возможность отрядам из Темрюка уйти по единственной оставшейся дороге — через Варениковскую в Новороссийск. К утру 21-го Покровский уже вёл бой за обладание железнодорожным мостом у Троицкой, затянувшийся на трое суток.
21 августа 1-й конный офицерский полк взял станцию Холмская и на ней железнодорожный состав с паровозом, из которого сделали импровизированный бронепоезд. На следующий день при поддержке этого бронепоезда 1-й конный полк атаковал станцию Ильскую. Несмотря на то, что оборонявшиеся красные имели большие силы и настоящий бронепоезд, они были выбиты со станции, а бронепоезд красных стал трофеем добровольцев.
23 августа отряд Колосовского атаковал узловую станцию Крымская, что вынудило Ковтюха спешно отступать из Троицкой, чтобы избежать окружения. 24-го, погрузившись в эшелоны, его войска двинулись в Крымскую, но там высадиться не смогли, так как станция находилась под артиллерийским обстрелом, и колонне таманцев едва удалось её проскочить перед тем, как туда ворвались добровольцы.
Покровский в тот же день овладел Варениковской переправой и к вечеру занял Темрюк, захватив 10 орудий, много снарядов и несколько сот пленных. При этом большую часть войск Сафонов и Г. Н. Батурин сумели вывести из города и переправить к Верхнебаканской (Тоннельной). Туда же прибыла колонна Ковтюха. Кроме этого, на станции скопилось до 25 тыс. беженцев с громадными обозами.

## Отступление через Новороссийск
25 августа на совещании комсостава было принято решение образовать ещё две колонны, объединив мелкие части вокруг Кубано-Черноморского (ком. И. Я. Сафонов, затем Лисунов) и 4-го Днепровского (ком. И. И. Матвеев) полков. Командующим 2-й колонны стал Сафонов, а 3-й — Матвеев. Всего в трёх колоннах насчитывалось около 27 тыс. штыков, 3,5 тыс. сабель и 15 орудий разных калибров, но без снарядов. Войска имели всего по 5—10 патронов на человека.
Другие красные авторы — Батурин и Ригельман — пишут, что в Тоннельной состоялся митинг, но никакого решения об образовании новых колонн принято не было. Ковтюх решил идти к Новороссийску, а прочие части двинулись следом «отчасти инстинктивно, отчасти увлекаемые колонной Ковтюха».
Черноморский ревком пытался помешать отступлению. Он объявил себя органом отдельной республики и запретил войскам покидать Тоннельную. При этом сам он никакой помощи частям оказать не мог, так как не имел ни продовольствия, ни боеприпасов. Тем временем добровольцы подошли со стороны Крымской почти вплотную к станции Тоннельной и начали её обстреливать.
В ночь на 26 августа 1-я колонна погрузилась в эшелоны и направилась в Новороссийск. Город к тому времени уже был занят германо-турецким десантом. По прибытии части быстро выгрузились и двинулись через Новороссийск на Геленджик. Немцы и турки не стали чинить препятствий проходу войск.
Затем прошла 2-я колонна под командованием Лисунова (Сафонов остался в Новороссийске), а уже утром 26 августа — 3-я, преследуемая казаками. Хвост колонны обстреливался артиллерийским и пулемётным огнём, даже когда она вошла в Новороссийск. Тогда немецкий капитан, начальник гарнизона города, приказал своим и турецким войскам погрузиться на пароходы, на которых они прибыли. Выйдя в море, пароходы открыли сильный огонь сначала по спускавшимся с гор добровольцам, а затем и по 3-й колонне, выходившей из города. Затем немцы вновь перенесли огонь на добровольцев. Между ними завязалась сильная перестрелка, позволившая красным отойти на порядочное расстояние от города. Немцы и турки всё же покинули Новороссийск и ушли в Севастополь.
Ригельман и Батурин пишут, что в Новороссийске был собран ещё один митинг, на котором выдвигались различные предложения: сложить оружие, оборонять город, просить помощи у немцев или им сдаться. Артиллерийский огонь противника заставил митингующих разбежаться.

## Добровольцы в Новороссийске. Белый террор
По словам Ковтюха, добровольцы, заняв Новороссийск, три дня предавались разгулу и только потом бросились в погоню за таманцами. В самом городе была учинена жестокая расправа над коммунистами и их сторонниками. Возле вокзала, на так называемом «Цемесском болоте» производились массовые расстрелы рабочих Новороссийских цементных заводов, а также нескольких сот пленных красноармейцев. Матросы, бывшие предметом особой ненависти добровольцев, отлавливались по всему городу и окрестностям и беспощадно истреблялись на месте:
Достаточным для расстрела поводом служил выжженный порохом на руке якорь, или же донос какого-нибудь почтенного обывателя о сочувствии того или другого лица большевизму.
Ковтюх пишет, что раненые, оставшиеся в Новороссийске, были поголовно вырезаны казаками, что также вполне вероятно. Несмотря на то, что Деникин ещё в начале Второго Кубанского похода запретил массовые убийства пленных, белые командиры не особенно считались с этим распоряжением, когда главнокомандующего не было поблизости. Следует, впрочем, заметить, что таманские части в значительной степени также состояли из добровольцев, которые знали, на что идут, и в условиях гражданской войны, в отличие от мобилизованных солдат, не могли рассчитывать на пощаду.
Большевистская газета «Правда» 15 октября 1918 года сообщала, что всего белые уничтожили в Новороссийске до 12 тыс. человек. Хотя цифра и завышена в несколько раз по соображениям пропаганды, несомненно, что репрессии были проведены с большим размахом.
В дальнейшем белые производили грабежи и различные насилия по всей территории Черноморской губернии, и это стало одной из причин возникновения повстанческого движения «зелёных», каковой факт был вынужден признать в своих мемуарах и генерал Деникин.
Полковник Колосовский за взятие Новороссийска был произведён 15 ноября в генерал-майоры. В результате освобождения севера Черноморской губернии Добровольческая армия получила под контроль территории, где могла осуществлять верховную власть, так как до этого война в основном шла на землях донских и кубанских казаков, и командованию приходилось считаться с их правительствами. Генерал-губернатором Черноморской губернии был назначен А. П. Кутепов, также произведённый 12 ноября в генерал-майоры.

## От Геленджика до Туапсе
На подходе к Геленджику красные были обстреляны разъездами войск Грузинской демократической республики. Грузинские войска, базировавшиеся в Туапсе, занимали черноморское побережье до Геленджика. По словам Ковтюха, на побережье стояла целая дивизия из 4 пехотных полков, одного конного полка и 1 артиллерийской бригады с 16 орудиями. При этом даже большевистские редакторы его книги сочли нужным заметить, что силы грузин автором преувеличены.
Таманцы без труда сбили слабый грузинский заслон (250 человек) и той же ночью вступили в Геленджик. По словам Ригельмана и Батурина, именно там 27 августа на совещании командиров, в отсутствие Ковтюха и его заместителей, было решено сформировать ещё две колонны и ввести единое командование, так как в дальнейшем предстояло пробиваться с боями. Командующим всеми таманскими войсками был избран Матвеев, его начштаба — Батурин. 2-й колонной командовал Лисунов, 3-я находилась под началом штаба армии, 1-я должна была идти в авангарде. Редакторы книги Ковтюха предполагают, что он не признал избрания Матвеева командующим и в дальнейшем действовал самостоятельно.
Продвигаясь вперед, таманцы опрокинули грузинский батальон у деревни Пшадской и 28 августа подошли к Архипо-Осиповке, где наткнулись на более серьёзное сопротивление, так как, по словам Ковтюха, к грузинам морем из Туапсе прибыл полк пехоты (ок. 2 тыс. чел.) и морская батарея. Наступавшие были встречены сильным огнём и подверглись обстрелу с моря. Этот огонь остановил передовые части, вошедшие в узкое ущелье, по которому шла шоссейная дорога. Ущелье с крутыми обрывистыми скатами не давало развернуться, к селению оно выходило в виде узкого коридора с крутым поворотом на железный мост через реку Вулан.
Чтобы сбить противника с позиции, было решено собрать все три эскадрона кавалерии (до 500 сабель), придать им повозки с пулемётами и под прикрытием огня единственного орудия в сомкнутом строю (поскольку двигаться можно было только по шоссе) карьером проскочить занимаемую противником позицию и выйти ему в тыл. Атака кавалерии, напавшей на селение с тыла, решила исход боя. Грузины бросились с хребтов сначала к селению, затем к берегу моря и почти все были уничтожены, кроме нескольких офицеров, успевших сесть на пароходы. Потери таманцев составили около 30 убитых и раненых.
29 августа вечером 1-я колонна заняла Ново-Михайловскую, встретив только небольшое сопротивление. К этому времени запасы патронов почти закончились. Только немногие бойцы имели по 2—3 патрона. Число беженцев достигло 30 тысяч. 2-я и 3-я колонны отстали почти на два перехода.

## Взятие Туапсе
По пути к Туапсе стало известно, что грузины закрепились на Агойском Перевале, в 4–5 км северо-западнее города, расположив там всю дивизию, а навстречу таманцам выслали конный полк. К вечеру 31 августа, после небольшого столкновения с этим полком, 1-я колонна подошла к перевалу, где была встречена сильным артиллерийским огнём. Атаковать перевал можно было только по единственному пути, представлявшему собой узкое ущелье, по которому тянулось шоссе. В трёх километрах от перевала ущелье образовывало узкие ворота, на которые грузины направили огонь своей батареи.
Лобовая атака была невозможна, так как перевал был слишком высок, а грузинская артиллерия простреливала все окрестности, у таманцев же была всего одна пушка с 16 снарядами. Вечером, опросив проводников из местных жителей, Ковтюх составил следующий план действий: трём эскадронам за ночь обойти перевал и к рассвету достигнуть восточной окраины Туапсе, ворваться в город и захватить расположенный там штаб дивизии.
Один пехотный полк должен был с наступлением темноты спуститься по обрывистому скалистому берегу к морю и, перебираясь по камням, к рассвету добраться до Туапсинской бухты, атаковать её и захватить пароходы. С остальными тремя полками Ковтюх решил ночью атаковать перевал в лоб. Пройдя по густому лесу, они вышли к почти отвесному подъёму, высотой 8–10 метров, подсаживая друг друга и втыкая в трещины скал штыки, постепенно взбирались наверх и накапливались перед сидящим в окопах противником.
На рассвете пехотные полки бросились на перевале в штыковую атаку, так как патронов не было, а части, пущенные в обход, атаковали город и бухту. Грузины пришли в замешательство и бросились с перевала частью в бухту, частью в город, везде натыкаясь на большевиков, которые в этом ожесточённом бою уничтожили, по словам Ковтюха, почти всю грузинскую дивизию (до 7 тыс. человек), за исключением командующего и нескольких офицеров, которые накануне вечером уехали в Сочи. Таманцы потеряли несколько сот человек убитыми и ранеными. Не совсем понятно, впрочем, что Ковтюх имеет в виду под словом «уничтожили»: ликвидировали грузинскую дивизию как боевую единицу или перебили пленных, так как бежавших к бухте грузин пехотный полк брал в плен.
В Туапсе таманцы захватили 16 орудий, 10 пулемётов, 6000 снарядов и 800 тыс. патронов. Теперь каждый боец имел 200—300 патронов. Только в продовольствии по-прежнему был недостаток (грузины в Туапсе голодали так же, как и таманцы).

## Продвижение на Кубань
2 сентября 1-я колонна выступила из Туапсе вдоль линии Армавир-Туапсинской железной дороги на станицу Хадыженскую, вслед за ней двинулись части 2-й колонны. 3-я колонна находилась в Туапсе до 7 сентября. Таманская армия имела целью выйти к Армавиру на соединение с основными силами. Этот манёвр стал неожиданным для Деникина. Продвигаясь к Кубани, Таманская армия создавала угрозу тылам Кубанской и 1-й Конной дивизий, которые вели бои у Майкопа и Армавира, а если бы, выйдя из горного хребта, армия свернула бы на север, то она могла бы угрожать Екатеринодару, где в резерве командования были только части 1-й дивизии: Марковский полк и отдельная конная сотня. Теперь задачей было не преследовать красных, а встретить их на выходе из гор.
Колосовскому не удалось успешное преследование Таманской армии, несмотря на то, что к его отряду присоединились остальные батальоны кубанских стрелков и стали производиться высадки десантов с моря. У белых была надежда, что, достигнув Туапсе, занятого грузинскими войсками, Таманская армия сдастся или рассеется. Однако у Деникина были неверные представления и о численности красных (он полагал, что их всего 10 тыс.), и об их боевом духе. И белые, и грузины полагали, что вдоль побережья движется дезорганизованная вооружённая толпа, поэтому впервые столкнувшись с серьёзным противником, грузинский командующий Г. И. Мазниев совершенно растерялся, и, несмотря на преимущество в вооружении и превосходную оборонительную позицию, был наголову разбит.
Деникин, впрочем, пишет, что поскольку такая большая масса людей не смогла бы прокормиться в скудном Черноморском крае, а против Грузии бы не пошла, то единственным вариантом оставалось движение вдоль Туапсинской линии на Армавир. Поэтому, приказав Колосовскому преследовать таманцев вдоль побережья, Деникин перебросил дивизию Покровского, остановившуюся севернее Новороссийска, левым берегом Кубани в Майкопский район, чтобы перерезать Туапсинскую линию.
Покровский, между тем, пройдя около 200 километров, 8 сентября занял станцию Белореченскую и, продолжая преследование отступавшей на восток Майкопской группы красных, к вечеру занял Майкоп и станцию Гиагинскую. В этом районе к нему присоединились два сборных кубанских отряда — полковника Морозова, ранее действовавшего совместно с грузинами Мазниева, и генерала А. А. Геймана, поднявшего восстание в районе Майкопа.
Хадыженским перевалом заканчивались отроги Главного Кавказского хребта, дальше начиналась Кубанская область. Встретить Таманскую армию по выходе её из гор Кавказа спешно был выслан из Екатеринодара отдельный Конный дивизион 1-й дивизии во главе с войсковым старшиной Растегаевым. Он, пройдя по гористой местности 80 километров, встретил красных у Хадыженского перевала, в 60 километрах восточнее города Туапсе, остановил их головные части, но затем, под давлением массы противника, вынужден был очистить ей дорогу.
Ковтюх пишет, что на первом же переходе от Туапсе авангард столкнулся с казаками, высланными из Белореченской Покровским. Таманцы отбросили казаков и преследовали их до станицы Пшехской, где Покровский подготовил более крепкую оборонительную позицию. В ночь на 11 сентября таманцы атаковали её.
В результате ночного боя 10/11 сентября у станицы Пшехской передовые части Покровского были разбиты Ковтюхом и отброшены к Белореченской, потеряв 4 орудия и 16 пулемётов.

## Бои у Белореченской
Покровский 11-го получил подкрепление из Майкопа от генерала Геймана и укрепился в районе Белореченской, на правом берегу реки Белой, на участке от устья Пшехи до станицы Ханской. Здесь его войска вырыли окопы и, прикрываясь Белой, рассчитывали задержать противника.
Нерасторопность Покровского позволила таманцам форсировать реку и 12-го ворваться в Белореченскую, где они закрепились, ожидая подхода 2-й и 3-й колонн. Части 1-й колонны выдвинулись на 5–6 километров к северу от станицы и заняли оборонительную позицию, упираясь флангами в реку Белую. Там они 13 сентября успешно отражали атаки добровольцев. Деникин направил в помощь Покровскому из резерва отряд полковника Моллера (1-я и 3-я роты марковцев со взводом 2-й батареи, 5-й пластунский батальон и Марковский конный дивизион войскового старшины Растегаева), но эти части подошли к Белореченской только 14 сентября и их было явно недостаточно.
14-го, сосредоточив сильную конную группу на левом фланге красных, части Покровского вечером ворвались с запада в Белореченскую и лишь с большим трудом были оттуда выбиты. Боеприпасы у красных подходили к концу и нужно было двигаться дальше. Теперь это было сделать непросто, так как добровольцы успели к этому времени окопаться на окружающих Белореченскую возвышенностях в 7–8 км от станицы. Ковтюх снова приготовился к ночной атаке, и тут, наконец, подошли передовые части Матвеева. Стремительным ударом Покровский был выбит с позиций и с большими потерями отступил к Гиагинской.

## Соединение с войсками Сорокина
Вечером 15 сентября 1-я колонна, отбросив добровольцев в западном направлении, достигла Гиагинской, где и встала, а к глубокой ночи подошли 2-я и 3-я колонны. Утром 16 сентября, заняв Гиагинскую, 1-я колонна выступила на север, на Дондуковскую. В ночь на 17-е таманцы обрушились всеми силами на Покровского, опрокинули его части и заняли станицу. Утром 17-го туда подошли 2-я и 3-я колонны.
Соединившись 17 сентября с войсками Сорокина в Дондуковской, таманцы узнали, что основные силы красных, атакованные 1-й конной и 3-й дивизиями, отступают к Невинномысской, армавирская группа выбита из города и также отступает на восток. Майкопская группа, пользуясь отвлечением сил Покровского к Белореченской, перешла в наступление от Кужорской и вновь заняла Майкоп. Покровский, оставив преследование таманцев небольшим конным частям, повернул главные силы на Майкоп, 20 сентября разбил большевиков и вернул город. Там он отыгрался за свои поражения, устроив безобразный пьяный погром и массовое публичное убийство пленных и лиц, обвиненных в сотрудничестве с советской властью.
Таманская армия встала в районе Курганной, готовясь к наступлению на Армавир.